# Kloster Ilmbach

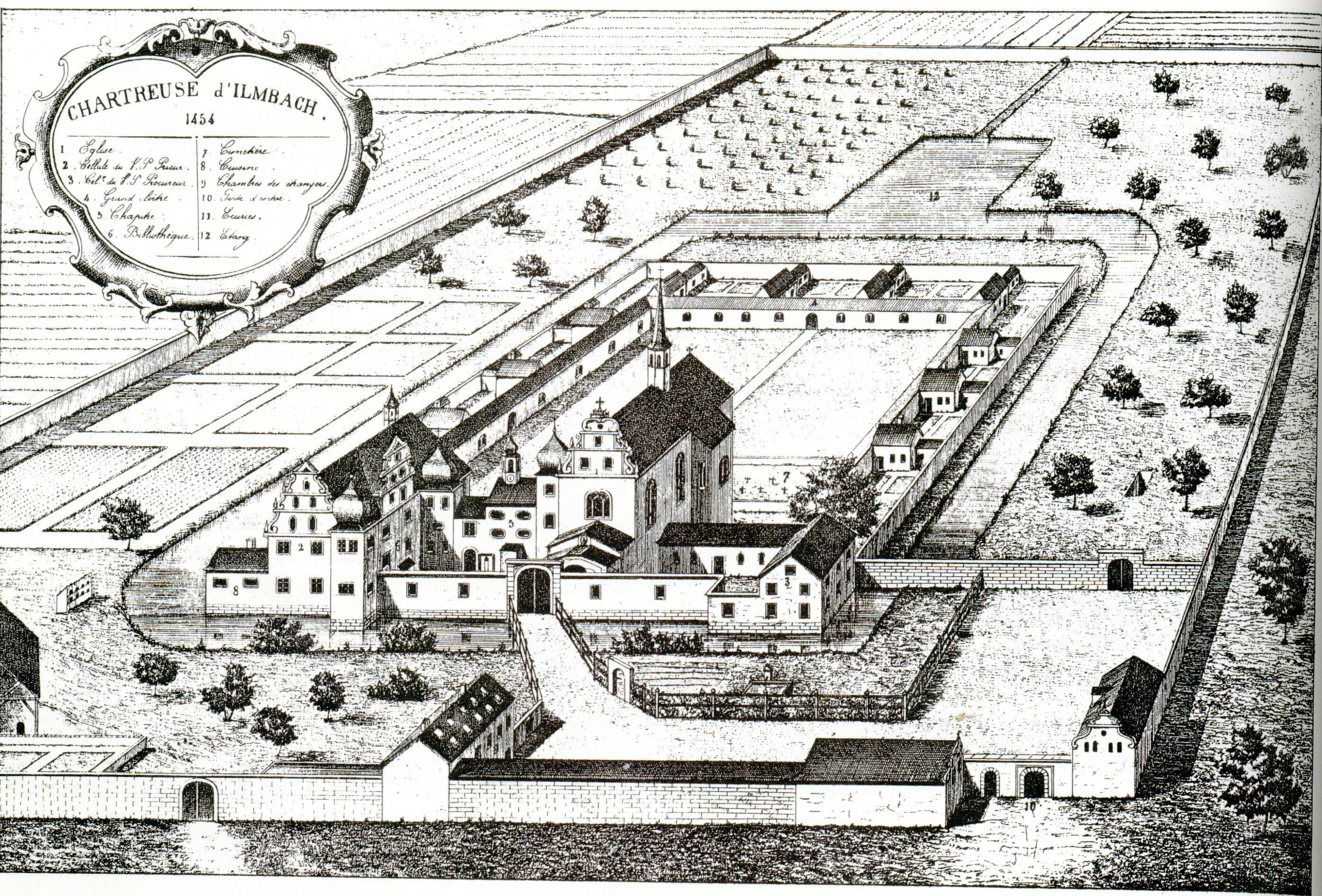
Das Kloster in einer alten Ansicht

Das Kloster Ilmbach  (lateinisch Hortus Beatae Mariae, deutsch Mariengarten) ist ein ehemaliges Kloster der Kartäuser im gleichnamigen Ortsteil von Prichsenstadt in Bayern in der Diözese Würzburg.

## Geschichte
Das Gelände der Kartause erwarben am 23. November 1453 Ritter Balthasar Fere von Berg und seine Gattin Magdalena von Vestenberg. Sie kauften Anna von Rotenhan eine alte Festung ab und schenkten sie dem Kartäuserorden. Außerdem erhielten die Mönche Kreuzberg und Rüdern, sowie Höfe in Gräfenneuses, Gernach, Ober- und Unterspiesheim und Volkach (Hauptstraße 48) dazu.
Im Jahr 1454 wurde das Kloster vom Orden anerkannt, erhielt jedoch erst 1460 einen Prior. Die ersten Mönche und Laienbrüder kamen aus Nürnberg, Würzburg, Tückelhausen und Astheim. Ilmbach war dennoch eine arme Kartause, denn die Stiftungen blieben aus. Nur der Graf von Castell vermachte dem Kloster 52 Gulden jährlich.
Der Deutsche Bauernkrieg wütete auch in Ilmbach. 1525 verwüsteten Bauern aus Schlüsselfeld das Kloster. Erst 1527 konnten die Mönche zurückkehren. Die ständige Geldnot bewog die Brüder im 16. Jahrhundert zum Verkauf von mehreren Gütern in Obersambach.
In den Jahren 1574–1629 füllte sich die Kartause. Die Mönche der Kartause Grünau stießen zu ihren Ordensbrüdern, da ihr Kloster aufgelöst worden war. 1618 versuchte man die Kartausen ständig zu vereinen, scheiterte jedoch am Widerstand des Bischofs. Die ungewöhnliche Situation schlug sich nur in der Bezeichnung des Priors nieder. Er wurde „Prior von Grünau und Rektor von Ilmbach“ genannt.
1631 wüteten die Schweden während des Dreißigjährigen Krieges in Ilmbach. Der Prior wurde von ihnen misshandelt und starb kurze Zeit später an den Folgen dieser Tortur. Nach dem Krieg kam es zum Aufblühen des Klosters. 1639 und 1648 konnten ein Weiher und eine Mühle zugekauft werden. 1741 erfolgte die Erwerbung des sogenannten Ilmbacher Hofes in Iphofen. Die Säkularisation beendete dann 1803 die Existenz der Kartause.
Der nachfolgende Besitzer Baron Friedel richtete in den zerfallenden Gebäuden eine Käserei und eine Zuckerfabrik ein. 1836 existierten noch Reste der Klosterkirche. Die Ruinen verschwanden bis 1873. Danach entstand auf dem Gelände ein Jagdschloss der Grafen von Schönborn. Das Bayerische Landesamt für Denkmalpflege ordnet die untertägigen Reste des Klosters als Bodendenkmal ein.

## Architektur

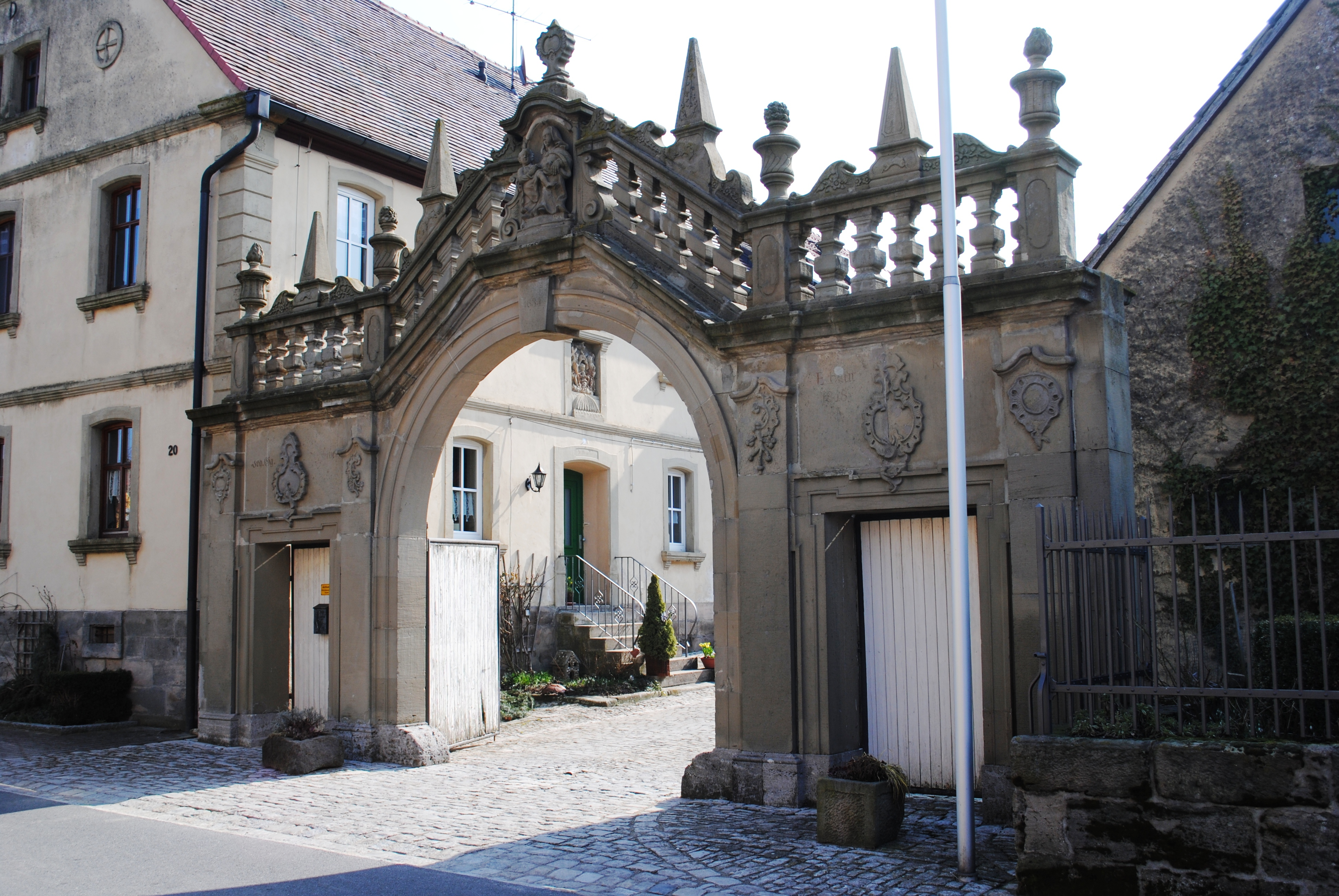
Das Portal des Klosters befindet sich heute in Gräfenneuses

Den Kern der Anlage bildete die 1456 fertiggestellte Kirche. Sie besaß drei Altäre und lag auf dem Gelände der Festung. Zuvor hatten die Mönche ihre Gottesdienste in der Burgkapelle gefeiert. Außerhalb des Wassergrabens befanden sich die Mönchszellen und eine extra für Frauen errichtete Kapelle, da sie keinen Zutritt zur Konventskirche hatten. Infolge des Stiftermangels dachten die Oberen in der Grande Chartreuse über eine Verlegung des Klosters nach, dieser Plan wurde allerdings nie verwirklicht.
Zu Beginn des 17. Jahrhunderts begann die Erneuerung der Klostergebäude. 1609 wurde die Kirche im Stile der deutschen Nachgotik neu errichtet. Verziert wurde sie mit einem Renaissancegiebel und Zwiebelkuppeln. Ab dem Jahr 1621 errichtete man einen Kreuzgang, neue Mönchszellen und eine Wohnung für den Prior. 1634 entstand eine Portalanlage, die 1750 barockisiert wurde.
Kurz nach der Auflösung des Klosters bestanden noch die Kirche, eine Bibliothek, die Wohnung des Priors, der Kapitelsaal, Reste des Kreuzgangs und diverse Wirtschaftsgebäude, sowie noch elf Eremitagen. Das Portal gelangte 1848 nach Gräfenneuses, wo es heute als Hoftor eines Bauern dient. Dieses letzte Relikt der Kartause Ilmbach wird vom Bayerischen Landesamt für Denkmalpflege zusammen mit dem Bauernhof unter der Denkmalnummer D-6-75-127-43 verzeichnet. Die Bodenfunde im Bereich des ehemaligen Klosters listet das Landesamt unter der Nummer D-6-6128-0111.

## Wappen
Anders als in vielen anderen Kartausen ist kein Wappen überliefert. Die Gestaltung des Emblems existiert jedoch auf mehreren Siegeln. Sie zeigen, in leichten Variationen über die Jahrhunderte, Maria mit dem Kind in oder hinter einem Garten. Als Umschrift finden sich verschiedene lateinische Sätze: „S CONVENTUS ORTI MARIAE IN ILMBACH CARTUSIENSIS ORDINIS“ lautet er 1476. Im Jahre 1541 wird das Siegel mit „S CARITUS ORTI MARIAE I YLMBACH“ umschrieben. Ab dem 17. Jahrhundert finden sich mehrere, unterschiedlich lautende Siegelumschriften.

## Liste der Rektoren und Prioren
Die Liste der Rektoren und Prioren orientiert sich am Werk Georg Hutzlers über die Kartause Ilmbach. Standen in der Anfangszeit der Kartause vor allem Prioren vor, wechselte später die Bezeichnung zwischen Rektor und Prior häufiger. Dies verweist auf die unsichere Lage des Klosters, da Prioren bei den Kartäusern nur lebensfähigen Konventen vorstehen. Zwischen 1609 und 1629 wurden die Vorsteher der Kartause mit dem Titel „Prior von Grünau und Rektor von Ilmbach“ ausgestattet.
| Name                 | Amtszeit  | Anmerkungen |
| -------------------- | --------- | --- |
| Thomas               | 1454–1457 | erster Prior, vom Generalkapitel eingesetzt |
| Ulrich Haan          | 1457–1482 | Profeß in Würzburg, zugleich Prior in Astheim, † 3. Mai 1457 |
| Johann               | gen. 1482 | * in Nürnberg, Profeß in Astheim, † vor dem Sommer 1482 in Nürnberg                                                                                                 |
| Johann Hoffmann      | 1482–1484 | Profeß in Würzburg, danach Prior in Grünau (1490–1496), Würzburg (1496–1499), † 30. Mai 1515                                                                        |
| Franziskus           | gen. 1484 | |
| Heinrich             | gen. 1502 | * in Kitzingen, Profeß in Würzburg, † 20. Januar 1504 |
| Christophorus        | gen. 1502 | Prokurator in Erfurt, 1502 vom Generalkapitel eingesetzt, † 1512 |
| Sebald Muffel        | gen. 1505 | Profeß in Nürnberg, † 1505 |
| Georg                | 1517–1520 | * in Sommerhausen, Profeß in Würzburg, vom Generalkapitel eingesetzt                                                                                                |
| Balthasar Faber      | gen. 1520 | † 1529 |
| Berthold             | gen. 1520 | Rektor, 1520 zum Prior erhoben |
| Tillmann             | gen. 1526 | * in Guttenstein |
| Simon                | 1527–1529 | Profeß in Güterstein, vorher Prokurator in Würzburg, vom Generalkapitel eingesetzt, † 1529                                                                          |
| Stephan Ruff         | 1529–1531 | Profeß in Güterstein, danach Prior in Prüll, † 1533 in Prüll |
| Georg Batz           | 1531–1532 | Profeß in Prüll, † vor dem Sommer 1533 |
| Petrus Fritz         | 1532–1533 | * in Lünen, genannt Mohr, vorher Prior in Rettel und Mainz, † 1533                                                                                                  |
| Gangolf              | gen. 1539 | † 1539 |
| Johannes             | gen. 1541 | * in Speyer |
| Johannes Steiner     | gen. 1542 | |
| Heinrich (Kermpf)    | 1550–1557 | Profeß in Brüssel, vorher Prokurator in Wesel, zugleich Prior in Erfurt, vom Generalkapitel eingesetzt                                                              |
| Heinrich Kolding     | gen. 1557 | zugleich Prior in Regensburg, † 18. Juli 1562 |
| Hermann Brunier      | 1557–1565 | vorher Prokurator in Astheim, vom Generalkapitel eingesetzt, † 1586                                                                                                 |
| Thomas               | gen. 1565 | Rektor |
| Johannes Maria       | gen. 1570 | vom Generalkapitel eingesetzt, danach Prior in Erfurt (–1575), Seiz und Buxheim                                                                                     |
| Gerhard Agricola     | 1574–1575 | Profeß in Mainz, vorher Prokurator in Erfurt, gleichzeitig Administrator von Grünau, danach in Würzburg (1575–1590), † 12. Mai 1590                                 |
| Johannes Brand       | 1575–1576 | Profeß in Astheim, vom Generalkapitel eingesetzt, † 1576 |
| Johannes Bruno       | 1576–1579 | Profeß in Trier, vorher Prior in Tückelhausen (1574–1576), vom Generalkapitel eingesetzt                                                                            |
| Simon Lorichius      | 1579–1583 | Rektor, vorher Prokurator in Freiburg, vom Generalkapitel eingesetzt                                                                                                |
| Jodocus Brattus      | gen. 1584 | Rektor, vorher Prokurator in Ilmbach, vom Generalkapitel eingesetzt                                                                                                 |
| Laurentius Hildt     | 1593–1600 | Rektor, vom Generalkapitel eingesetzt, ab 1597 Prior |
| Sebastian Fischer    | 1600–1609 | * in Salz, vom Generalkapitel eingesetzt |
| Georg Weingärtner    | 1609–1616 | gewählt |
| Hieronymus Schwegler | 1616–1624 | * in Coburg, Profeß in Prüll, gewählt |
| Paulus Molitor       | 1624–1629 | Rektor, vom Generalkapitel zum Prior erhoben |
| Georg Weingärtner    | 1629–1631 | Rektor, von den Schweden gefoltert, † 30. November 1631 |
| Vitus Herbst         | 1632–1635 | zugleich Prior in Grünau (1634–1639), danach Prior in Erfurt (1639), † 27. Dezember 1647 in Würzburg                                                                |
| Renatus Reisch       | 1637–1639 | * 1603 in Bamberg, danach Prior in Grünau (1639), Astheim (1640), † 8. Februar 1660 in Astheim                                                                      |
| Joseph               | gen. 1639 | |
| Petrus Plattner      | 1640–1645 | auch Blattner, Profeß in Erfurt, vom Generalkapitel eingesetzt, † 1645                                                                                              |
| Martin Schubert      | 1645–1653 | Profeß in Tückelhausen, † 10. Juni 1653 |
| Johannes Zimmer      | 1654–1662 | Rektor, Profeß in Astheim |
| Laurentius Fendrich  | 1662–1667 | Rektor, zuvor Prokurator in Grünau, ab 1665 Prior, danach Prior in Buxheim (1677), † 1691 in Danzig                                                                 |
| Petrus Schmid        | 1667–1679 | Prior |
| Petrus Naves         | 1679–1719 | Profeß in Prüll, † 1718 |
| Michael Unrath       | 1719–1725 | gewählt, † 1725 |
| Hieronymus Krafft    | 1725–1743 | gewählt, 1739 Visitator, danach Prior in Buxheim (1743) |
| Engelbert            | 1743–1749 | Profeß in Würzburg, ab 1744 Prior, † 9. Juni 1749 |
| Anthelm Wildinger    | gen. 1778 | Profeß in Trier, 1758 Visitator, † 1778 |
| Bernhard Volland     | 1778–1782 | |
| Hugo Poyl            | 1782–1786 | * in Ehrenbreitstein, Profeß in Roermond, zuvor Prior in Freiburg, vom Generalkapitel eingesetzt, danach Prior in Würzburg (1786), Grünau (1789), † 31. August 1791 |
| Josef Schwab         | 1786–1803 | letzter Prior, * in Windheim, zuvor Prior in Würzburg (1774) |